# スワンナプーム空港
スワンナプーム空港（スワンナプームくうこう、タイ語: ท่าอากาศยานสุวรรณภูมิ タイ語発音: [tʰâː.ʔāː.kàːt̚.sā.jāːn.sùʔ.wān.nā.pʰūːm]、英語: Suvarnabhumi Airport）は、タイのバンコク中心部から30km東方のサムットプラーカーン県バーンプリー郡にある国際空港である。2006年9月28日に開港した。スワンナプーム（サンスクリット語: सुवर्णभूमि, ラテン文字転写: Suvarṇabhūmi）とは、サンスクリット語で「黄金の土地」を意味する。

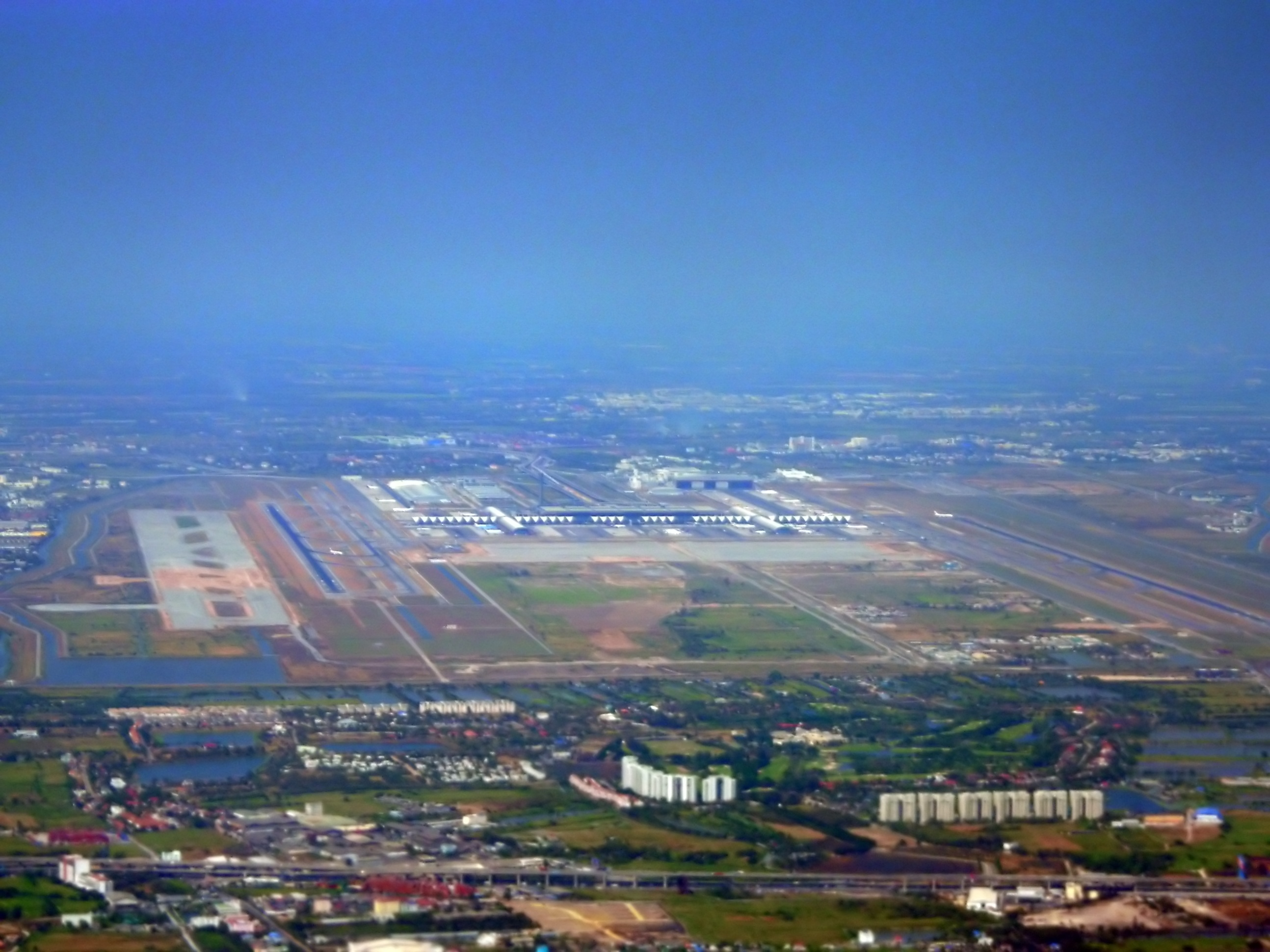
全景

## 概要
敷地面積は3240ha（成田国際空港の約3倍）で、世界有数の規模を持つ国際空港である。2本の滑走路を持ち、年間6,500万人の旅客が利用している。計画では4本の滑走路を建設することになっており、そうなれば理論上、年間1億人の輸送が可能となる。長らくバンコクの空の玄関であったドンムアン空港に代わる施設として建設されたため、ドンムアン空港の空港コード「BKK」が継承された。
格安航空会社専用の空港ターミナルビルが建設される計画があるが、複数の格安航空会社がドンムアン空港の継続使用を当局に要請し、認められた。
3本目の滑走路を既存空港の西側へ建設することが2013年9月19日に決まった。現在、工事中で2021年の完成を予定している。滑走路の長さは4,000メートルで整備される。

### 背景
第二次世界大戦前後の民間航空の発達期を通じて、バンコクは大規模な内戦や内乱がなく政治的に安定し、他の東南アジア各国に乗り入れやすい上、ヨーロッパとオーストラリアを結ぶ「カンガルールート」の中継地点という地の利があったため、ドンムアン空港は東南アジアのハブ空港として機能していた。しかし1960年代以降の航空機の大型化や、タイ国内並びに東南アジア圏内における航空需要の増加に伴い、空港施設が手狭になったため、新空港の建設計画が立案された。
1973年（タイ仏暦2516年）、タノーム政権時に、空港の用地買収が完了した。しかし同年に発生した10月14日政変によりタノーム首相が辞任し、計画が凍結された。
1981年、シンガポールに最新の設備を備えたチャンギ国際空港が開業し、東南アジアの新しいハブ空港となった。
その後何度か、この計画が現れては消えたが、1996年（タイ仏暦2539年）にバンコク新空港株式会社が設置され、造成工事が開始された。しかし1997年にはアジア通貨危機に見まわれ、またもやお蔵入りになりそうになった。その後、建設費用取得のための円の借款交渉で日本国政府との間に多少の問題が起きたものの、空港会社設立から6年後の2002年に、ようやくターミナルの建設が開始された。

### 開港

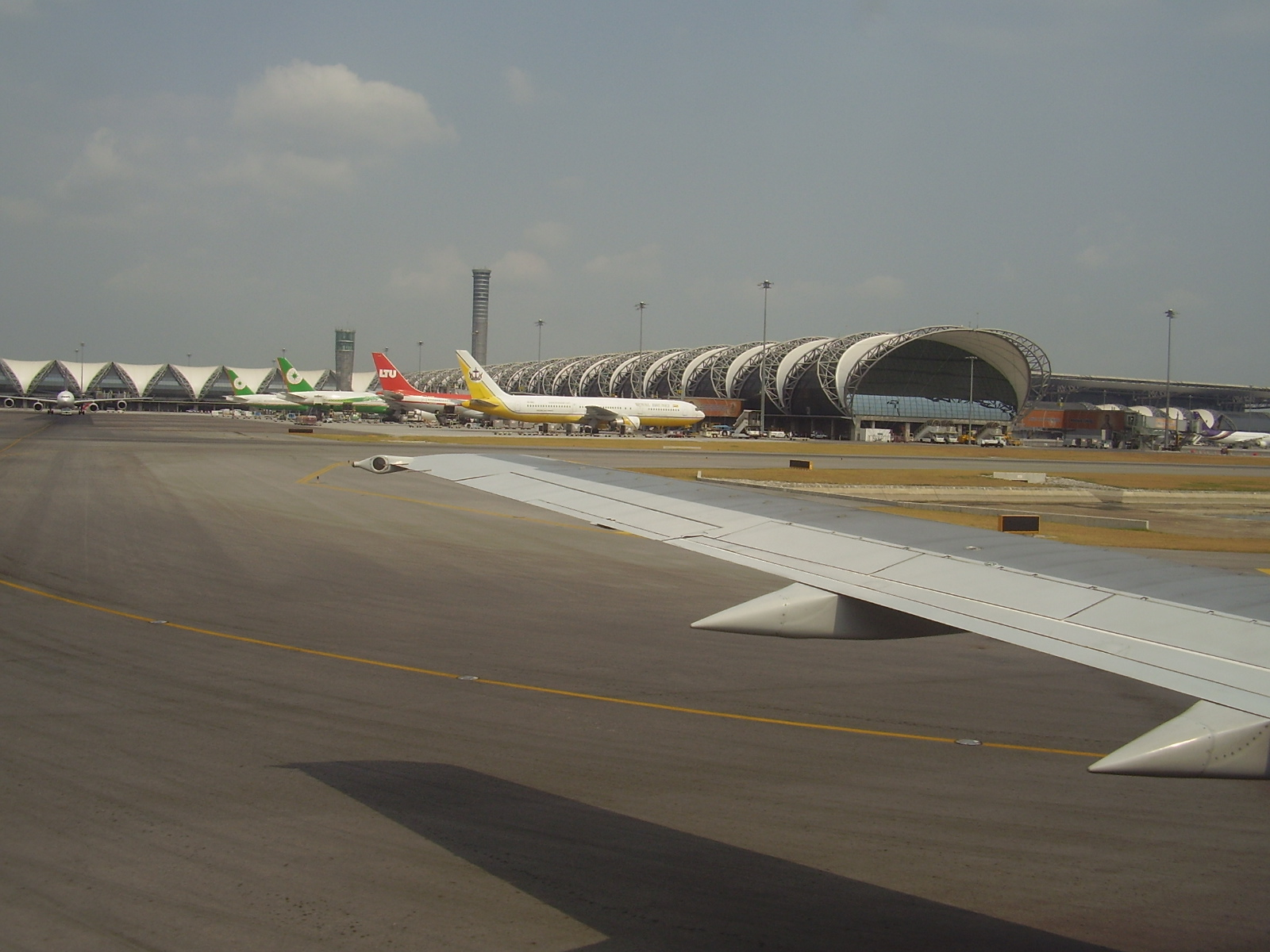
ターミナルおよびスポット外観

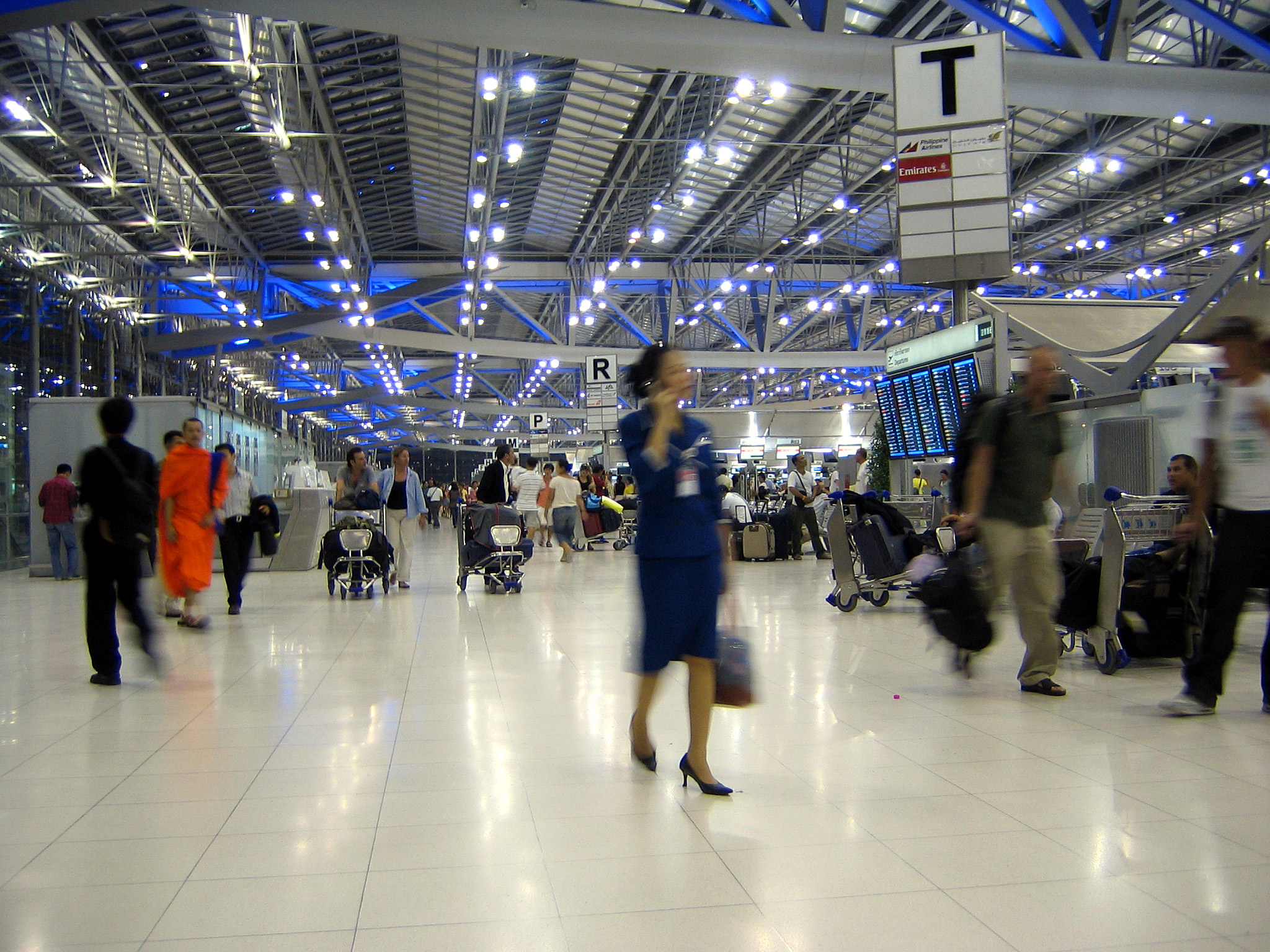
チェックイン・カウンター階

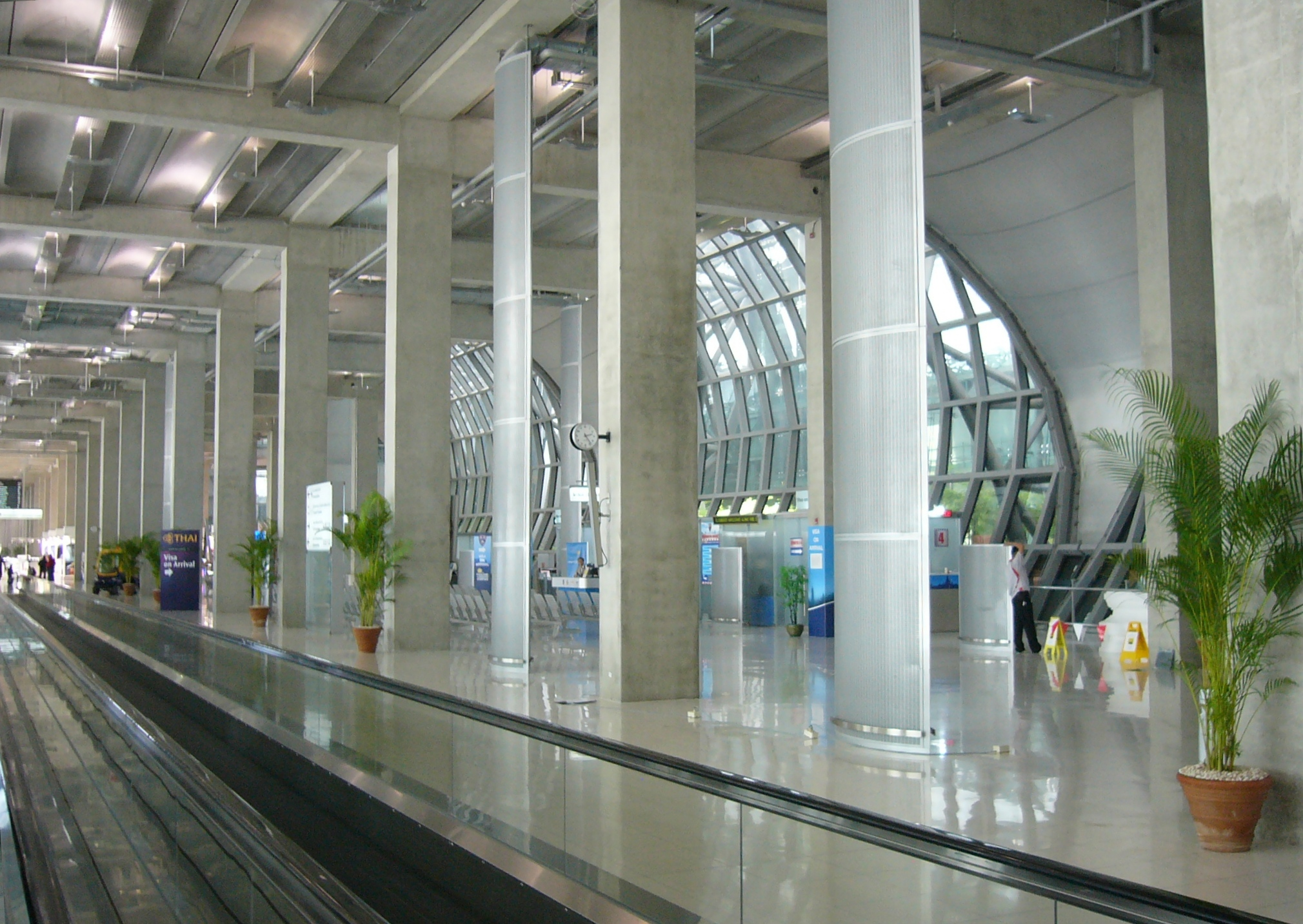
ターミナル通路

本来は2005年9月に開港予定であったが、空港の計画変更、システムチェックなどにより工期が延びた。2006年7月29日に国内航空会社による航空機を使ったテストが実施され、9月15日より一部の航空会社が就航した。9月19日に軍事クーデターが起きたが、予定通りに9月28日午前3時、スワンナプーム空港が正規開港した。
正規開業後、最初に到着した旅客便は、ウクライナのキーウからのアエロスヴィート航空であった。また、最初の出発便もキーウ行きの便であった。

### 開港直後の問題点
空港ターミナルビルはドイツ人建築家のヘルムート・ヤーンが設計した斬新なデザインである。新規オープンの大規模空港に多く見られるように、開業直後にはさまざまなトラブルが発生したが、現在は解決している。
- 機内預け荷物がターンテーブルに出てくるのに時間がかかる（最大6時間待ち）。
- 乗り継ぎ客の荷物の積み替えが間に合わず、ロストバゲージになる。
- チェックインに時間がかかる（コンピュータシステムのダウン）。

その後も、下記のようなトラブルが続いていたが、大分改善が進められている。
- 案内掲示板が目立ちにくく、公衆便所・椅子・非常口が少ない。
- 待ち合わせの場所がない（3階に待ち合わせ場所がある）。
- 出入国審査、セキュリティチェックに時間がかかる（ゲート数及び人数、経験不足）。
- 到着口周辺が狭いため、スムーズな通行が困難。
- 入口から搭乗ゲートまでの距離が遠く、動く歩道が設置されている部分を除けば、一部に徒歩での移動を強いられる。

### 滑走路、ターミナルビルの損傷
また当空港では、開港直後から滑走・誘導路上に亀裂・損傷が多数発見されていた。開港半月後の2006年10月半ばには、東側滑走路 (01R/19L) 端部に亀裂が発生した。その後も亀裂発見の報告は増え続け、確認されているものだけでも100箇所以上に上った。また、ターミナルビルにおいても、ボーディングブリッジが破損するなどの被害が見られた。
このため、空港を管理・運営するタイ空港公社 (AOT) では、滑走路を一時閉鎖して補修に当たった。この影響を受け、一部フライトが上空での待機や代替空港への着陸を余儀なくされるなど、空港機能に一部支障が出た。
破損の原因としては、不等沈下が起こりやすい沼沢地を埋め立てて建設されたことや、整地の際に粗悪な砂を利用した施工不良の可能性が指摘されている。なお、西側滑走路は別の業者が受注したため、ひび割れは起こっていない。

### ドンムアン空港の利用再開
上記のように当空港は初期の施工面で欠陥があることや、都内までの距離がドンムアン空港に比べ遠いこともあり、国内の一部航空会社から都内に近いドンムアン空港を再使用するよう求められていた。タイ航空当局ではこれらの要請を受け、国内線に限りドンムアン空港に再移転することを認めた。2007年3月25日より、タイ国際航空（一部路線は残留・2009年3月に全路線がスワンナプームへ再び戻る）と、格安航空会社のノックエアとワン・トゥー・ゴー航空が移転した。2012年10月1日より、タイ・エアアジア、エアアジア、インドネシア・エアアジアが移転した。

### 反政府勢力による空港封鎖
2008年11月、ソムチャーイ・ウォンサワット政権に反対する民主市民連合（PAD）による反政府運動によって空港ターミナルビルが占拠・封鎖されてしまい、国際線航空機が発着できない状況となった。そのため、タイ国軍基地を兼用しているウタパオ国際空港を代替の国際空港として使用したが、ソムチャーイ政権の崩壊で反政府団体が撤収し、9日後に再開した。
当空港をハブ空港としているタイ国際航空は、民主市民連合が9日間にわたってバンコクの2つの空港を占拠し続けたことで、欠航や予約のキャンセルで約520億円の損害があったとし、民主市民連合に損害賠償を請求した。

## 将来
2018年6月、現ターミナルの北西側に第2ターミナルの建設計画が決まり、2022年に着工開始、2024年に開業する予定である。第2ターミナルは、タイ国際航空、バンコクエアウェイズのタイの航空会社専用となる予定で、現ターミナルのAコンコースと連結される。

## 旅客ターミナルビル

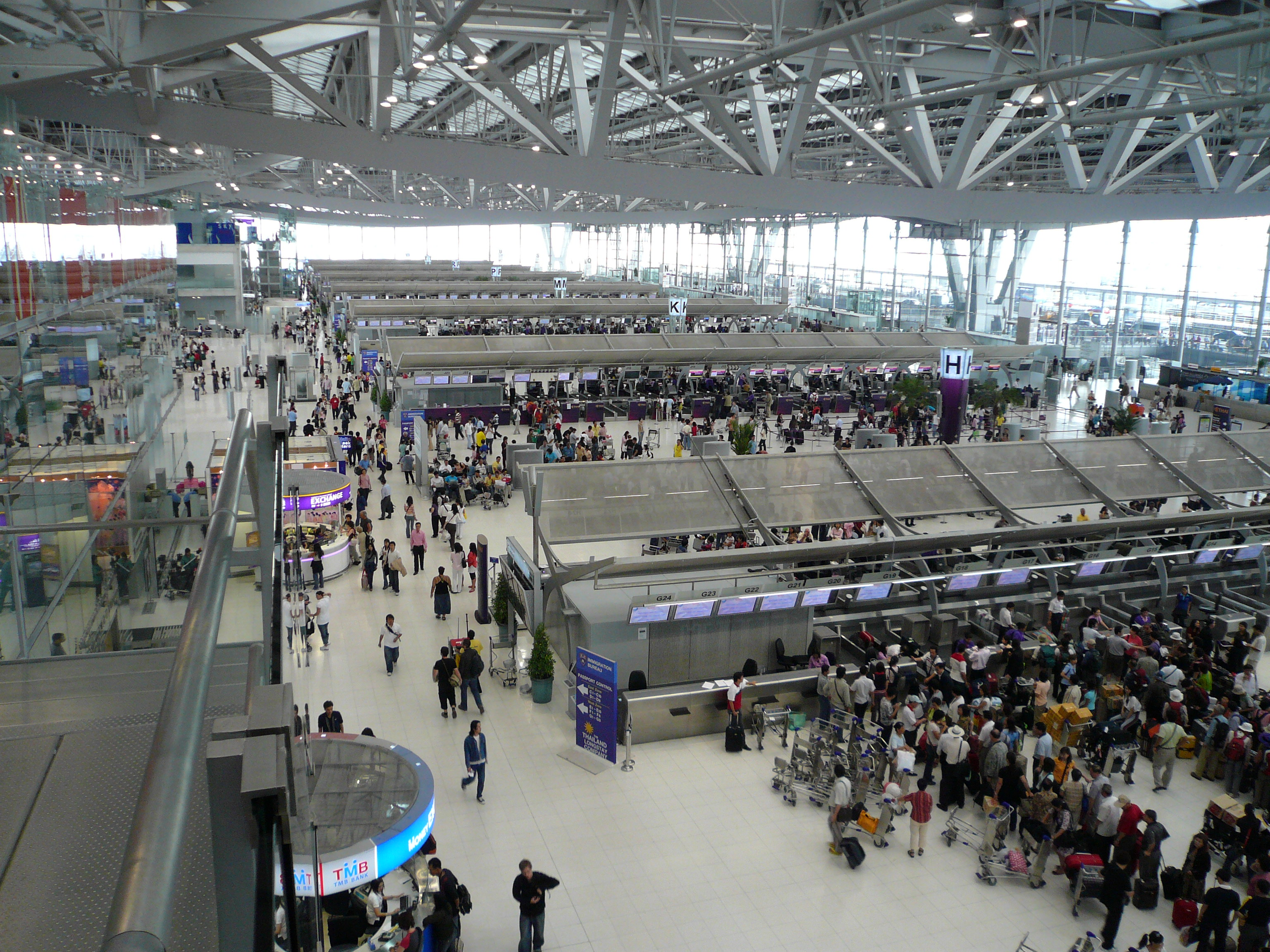
4階（チェックイン・カウンター階）

設計者はドイツ人建築家のヘルムート・ヤーン。空港ターミナルビルをひとつにする「ワンフロア戦略」により、搭乗や乗り継ぎも便利な構造になっている。単体の延床面積56万㎡。
- 7階：展望ロビー
- 6階：レストラン
- 5階：セキュリティ・チェック、航空会社オフィス
- 4階：チェックイン・カウンター、出国審査、コンビニエンスストア、キオスク
- 3階：出発ロビー、航空会社の空港ラウンジ、待ち合わせ場所、飲食店、喫茶店、免税店などの店舗
- 2階：ボーディングブリッジ、乗り継ぎロビー、喫煙所、入国審査、バゲージクレーム、税関、到着ロビー
- 1階：バス・タクシー乗り場、フードコート
- 地下：エアポート・レール・リンク 鉄道駅

### コンコース
- コンコースA・B （タイ国内線）

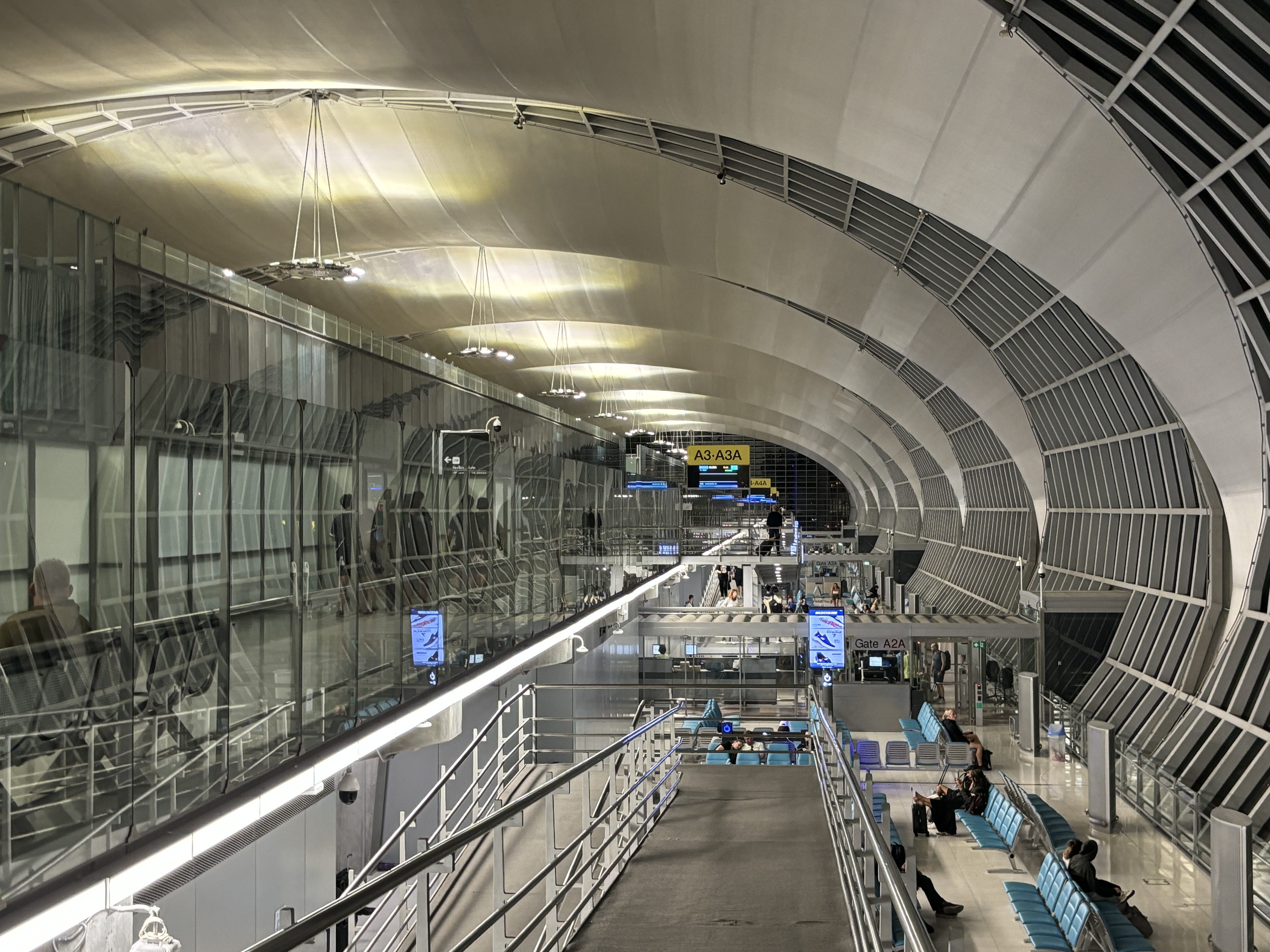
コンコースA

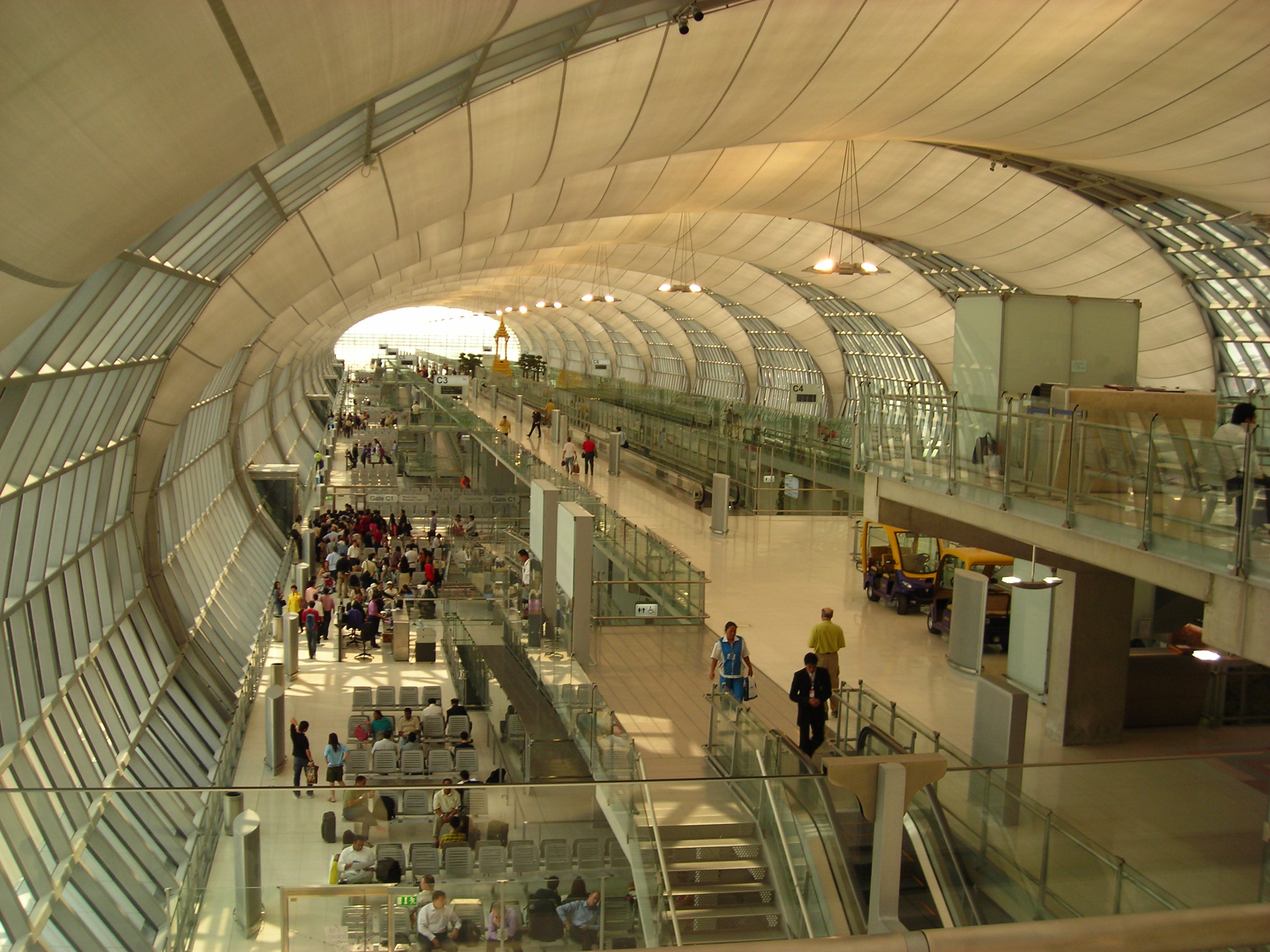
コンコースC

- コンコースC・D （タイ国際航空、主にスターアライアンス加盟各社）
- コンコースE・F・G （主にワンワールド・スカイチーム加盟の航空連合、タイ国際航空、エバー航空）

### サテライトターミナル
2013年から空港ターミナルの南側に、A380にも対応するものも含む29の搭乗口を備えたミッドフィールドサテライトコンコースの建設が開始された。
2023年9月28日、サテライトターミナル（SAT-1）がソフトオープン開業した。旅客ターミナルビルとは、地下の全自動新交通システム（APM）で連絡されている。地上4階、地下2階建、延床面積は21万6000㎡、搭乗ゲートは28ヶ所、年間1,500万人の利用客増加に対応する。
国際線専用であり、ソフトオープン時はタイ・エアアジア X、タイ・ベトジェットエア、タイ国際航空などが利用、その後はエミレーツ航空、カタール航空が利用する予定となっている。

### その他
- トランジット・ホテル（コンコースG）
- 銀行、両替所
  - 都内の銀行為替レートよりは10%ほど悪い。またAOTが管理する空港ターミナルビル内で業務を行えるのは、イスラム銀行と民間商業銀行2行に限られている。このため、エアポートリンクを運営するタイ国鉄の子会社は、自社が管理する駅構内に民間の両替業者2社を導入。この両替商は、都内とほぼ同等の為替レートで両替に応じている。
- 免税店
- レストラン
- VAT還付手続き事務（国際線出発ロビーの制限区域内）

## 就航航空会社と就航地

### 旅客便
| 航空会社                               | 就航地 | 備考 |
| -------------------------------------- | --- | ---- |
| タイ国際航空                           | 【国内線】： チェンマイ、チェンライ、ウドーンターニー、コーンケン、ウボンラーチャターニー、スラートターニー、プーケット、クラビー、ハートヤイ、ナラーティワート 【東南アジア】： プノンペン、ヴィエンチャン、ヤンゴン、クアラルンプール、ペナン、シンガポール、マニラ、ジャカルタ、デンパサール、ハノイ、ホーチミン 【東アジア】：東京/羽田、東京/成田、大阪/関西、名古屋/中部、福岡、札幌、ソウル/仁川、北京/首都、上海/浦東、広州、成都/天府、昆明、香港、台北/桃園、高雄 【南アジア】：ダッカ、デリー、ムンバイ、チェンナイ、ベンガルール、ハイデラバード、アフマダーバード、コルカタ、コーチン、カラチ、イスラマバード、ラホール、カトマンズ、コロンボ 【西アジア】：ジッダ、イスタンブール 【ヨーロッパ】：フランクフルト、ミュンヘン、チューリヒ、パリ/CDG、ロンドン/ヒースロー、ブリュッセル、ミラノ、コペンハーゲン、ストックホルム、オスロ 【オセアニア】：シドニー、メルボルン、パース |      |
| タイ・ベトジェットエア                 | 国内線 : チェンマイ、チェンライ、ハートヤイ、コーンケン、プーケット、クラビー、スラートターニー、ウボンラーチャターニー、ウドーンターニー 東南アジア： ホーチミン、ダナン、フーコック島、プノンペン、シンガポール 東アジア：東京/成田(2025年12月15日より運航開始予定)、大阪/関西、福岡、上海/浦東、長沙、成都/天府、北京/大興、常州、張家界、寧波、マカオ、台北/桃園、ソウル/仁川(2025年10月1日より運航開始予定) 南アジア︰ ムンバイ、コルカタ(2025年11月16日より運航開始予定)、アフマダーバード(2025年12月4日より運航開始予定) |      |
| バンコク・エアウェイズ                 | 国内線 : サムイ島、スコータイ、トラート、 チェンマイ、プーケット、クラビー、ラムパーン 国際線 : プノンペン、シェムリアップ、ルアンパバーン、マレ |      |
| タイ・エアアジア                       | 国内線 : チェンマイ、チェンライ(2025年10月1日より運航開始予定)、プーケット、クラビー、ハートヤイ、ナコーンシータマラート(2025年10月1日より運航開始予定) |      |
| ロイヤル・ブルネイ航空                 | ブルネイ |      |
| カンボジア・エアウェイズ               | プノンペン |      |
| ランメイ航空                           | プノンペン |      |
| スカイ・アンコール航空                 | プノンペン |      |
| ガルーダ・インドネシア航空             | ジャカルタ |      |
| ラオス航空                             | ヴィエンチャン、ルアンパバーン |      |
| マレーシア航空                         | クアラルンプール |      |
| エアアジア X                           | クアラルンプール |      |
| MYエアライン                           | クアラルンプール |      |
| ミャンマー国際航空                     | ヤンゴン |      |
| ミャンマー・ナショナル航空             | ヤンゴン |      |
| フィリピン航空                         | マニラ、セブ |      |
| セブ・パシフィック航空                 | マニラ、クラーク |      |
| シンガポール航空                       | シンガポール |      |
| スクート                               | シンガポール |      |
| ジェットスター・アジア                 | シンガポール |      |
| ベトナム航空                           | ハノイ、ホーチミン |      |
| ベトジェットエア                       | ハノイ、ホーチミン |      |
| バンブー・エアウェイズ                 | ハノイ、ホーチミン |      |
| ベトラベル航空                         | ホーチミン |      |
| 日本航空                               | 東京/羽田、東京/成田、大阪/関西 |      |
| 全日本空輸                             | 東京/羽田、東京/成田 |      |
| Peach                                  | 大阪/関西 |      |
| ZIPAIR                                 | 東京/成田 |      |
| 大韓航空                               | ソウル/仁川 |      |
| アシアナ航空                           | ソウル/仁川 |      |
| ティーウェイ航空                       | ソウル/仁川、大邱 |      |
| ジンエアー                             | ソウル/仁川、釜山 |      |
| エアプサン                             | ソウル/仁川、釜山 |      |
| チェジュ航空                           | ソウル/仁川、釜山 |      |
| エアプレミア                           | ソウル/仁川 |      |
| 中国国際航空                           | 北京首都、上海浦東、成都天府、杭州 |      |
| 中国南方航空                           | 広州、掲陽、南寧、深圳 |      |
| 中国東方航空                           | 上海/浦東、広州、成都天府、昆明、南京 |      |
| 海南航空                               | 北京首都、広州 |      |
| 春秋航空                               | 上海/浦東、成都天府、西安、南寧、蘭州、寧波 |      |
| 首都航空                               | 上海浦東、南京、杭州 |      |
| 上海航空                               | 上海/浦東 |      |
| 吉祥航空                               | 上海浦東 |      |
| 長竜航空                               | 杭州 |      |
| 青島航空                               | 青島 |      |
| 山東航空                               | 青島、昆明 |      |
| 廈門航空                               | 福州、廈門 |      |
| 深圳航空                               | 深圳、運城 |      |
| 四川航空                               | 成都/天府 |      |
| 祥鵬航空                               | 成都天府 |      |
| 昆明航空                               | 昆明 |      |
| 瑞麗航空                               | 麗江 |      |
| 九元航空                               | 広州 |      |
| キャセイパシフィック航空               | 香港 |      |
| 香港航空                               | 香港 |      |
| 香港エクスプレス                       | 香港 |      |
| グレーター・ベイ航空                   | 香港 |      |
| マカオ航空                             | マカオ |      |
| チャイナエアライン                     | 台湾/桃園、高雄 |      |
| エバー航空                             | 台湾/桃園、アムステルダム、ロンドン/ヒースロー |      |
| スターラックス航空                     | 台湾/桃園 |      |
| ビーマン・バングラデシュ航空           | ダッカ |      |
| USバングラ航空                         | ダッカ |      |
| ドルック・エア                         | パロ、バッグドグラ、ダッカ |      |
| ブータン・エアラインズ                 | パロ、コルカタ |      |
| ネパール航空                           | カトマンズ |      |
| エア・インディア                       | デリー、ムンバイ |      |
| IndiGo                                 | デリー、ムンバイ、コルカタ、ブバネーシュワル、ベンガルール |      |
| スパイスジェット                       | デリー、コルカタ |      |
| スリランカ航空                         | コロンボ |      |
| エア・アスタナ                         | アルマトイ |      |
| ウズベキスタン航空                     | タシュケント |      |
| エミレーツ航空                         | ドバイ、香港、シェムリアップ、ダナン |      |
| エティハド航空                         | アブダビ |      |
| エア・アラビア                         | シャールジャ |      |
| カタール航空                           | ドーハ |      |
| ガルフ・エア                           | バーレーン、シンガポール |      |
| クウェート航空                         | クウェート |      |
| サウディア                             | リャド、ジッダ |      |
| オマーン・エア                         | マスカット |      |
| サラムエア                             | マスカット |      |
| ロイヤル・ヨルダン航空                 | アンマン |      |
| エル・アル航空                         | テルアビブ |      |
| アルキア・イスラエル航空               | テルアビブ(2025年11月26日より運航開始予定) |      |
| ユナイテッド航空                       | ロサンゼルス(香港経由)、サンフランシスコ(香港経由)、香港(いずれも2025年10月26日より就航予定) |      |
| ターキッシュ・エアラインズ             | イスタンブール |      |
| ルフトハンザ・ドイツ航空               | ミュンヘン |      |
| コンドル航空                           | フランクフルト、三亜 |      |
| オーストリア航空                       | ウィーン |      |
| KLMオランダ航空                        | アムステルダム |      |
| エールフランス                         | パリ/CDG |      |
| スイス インターナショナル エアラインズ | チューリッヒ |      |
| フィンエアー                           | ヘルシンキ |      |
| ノースアトランティック航空             | マンチェスター(2025年11月26日より運航開始予定) |      |
| アエロフロート                         | モスクワ/シェレメーチエヴォ、ノヴォシビルスク、クラスノヤルスク、イルクーツク、ウラジオストク、ハバロフスク |      |
| S7航空                                 | イルクーツク |      |
| エジプト航空                           | カイロ |      |
| エチオピア航空                         | アディスアベバ、香港、ジャカルタ |      |
| エール・オーストラル                   | サン＝ドニ |      |
| カンタス航空                           | シドニー |      |
| ジェットスター航空                     | メルボルン |      |
| エアカラン                             | ヌメア、パリ/CDG |      |

2023年9月現在

### 貨物便
| 航空会社                   | 就航地                                                              |
| -------------------------- | ------------------------------------------------------------------- |
| Kマイル・エア              | シンガポール、ハノイ、プノンペン、香港、ダッカ                      |
| 全日本空輸                 | 東京/成田                                                           |
| 日本貨物航空               | 東京/成田、シンガポール                                             |
| 大韓航空                   | ソウル/仁川、ホーチミン、クアラルンプール                           |
| アシアナ航空               | ソウル/仁川、シンガポール                                           |
| 中国国際航空               | 上海浦東                                                            |
| 山東航空                   | 深圳                                                                |
| 中国貨運航空               | 上海浦東                                                            |
| 金鵬航空                   | 上海浦東、深圳、鄭州                                                |
| 中原竜浩航空               | 広州、深圳                                                          |
| 順豊航空                   | 深圳                                                                |
| 中州航空                   | 深圳、徐州、廈門、鄭州、張家界、長沙                                |
| 圓通航空                   | 深圳、石家荘、寧波、武漢                                            |
| 四川航空                   | 南寧                                                                |
| エア・ホンコン             | 香港                                                                |
| 香港貨運航空               | 香港                                                                |
| チャイナエアライン         | 台湾/桃園、ホーチミン、シンガポール、アムステルダム                 |
| エバー航空                 | 台湾/桃園、クアラルンプール、シンガポール                           |
| シルクウェイ・ウエスト航空 | バクー、ソウル/仁川                                                 |
| カタール航空               | ドーハ、香港                                                        |
| ターキッシュ・エアラインズ | イスタンブール、シンガポール                                        |
| カーゴルックス             | ルクセンブルク、アンマン、ドバイ/DWC、ドーハ、廈門、香港、台湾/桃園 |
| カンタス航空               | シドニー、上海浦東                                                  |
| エチオピア航空カーゴ       | アディスアベバ、ハノイ                                              |

## 交通アクセス

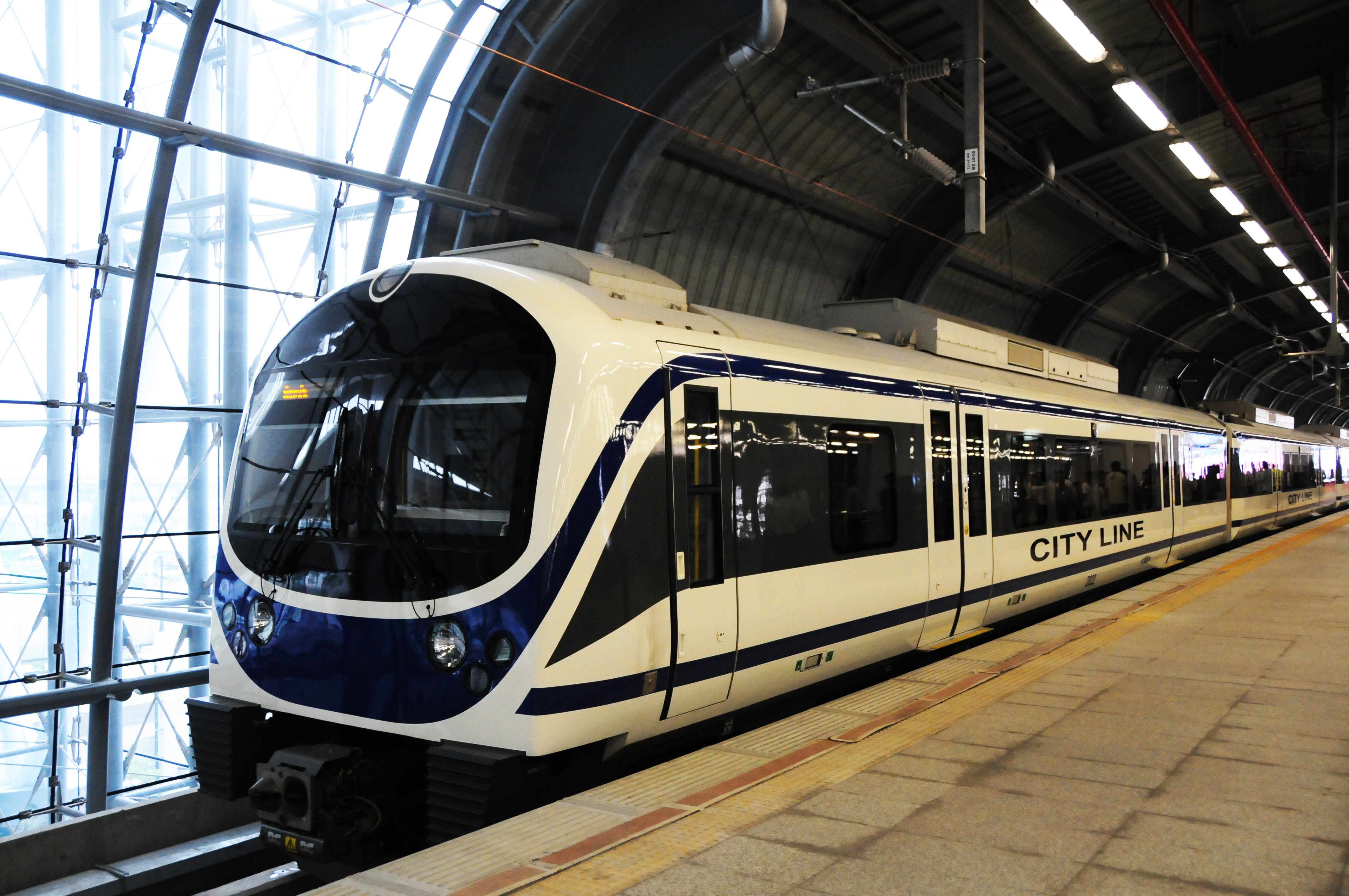
エアポート・レール・リンク

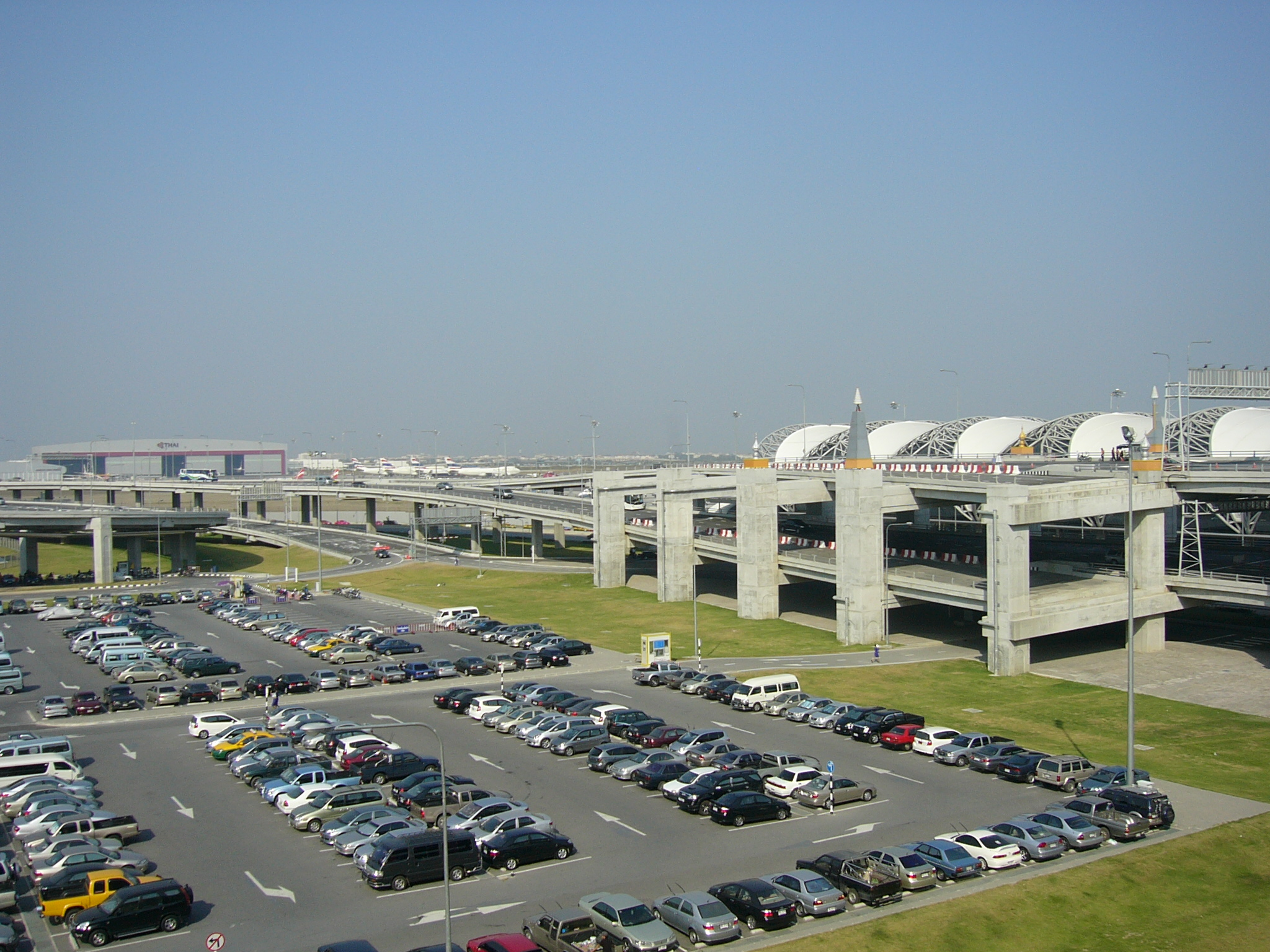
駐車場からの外観

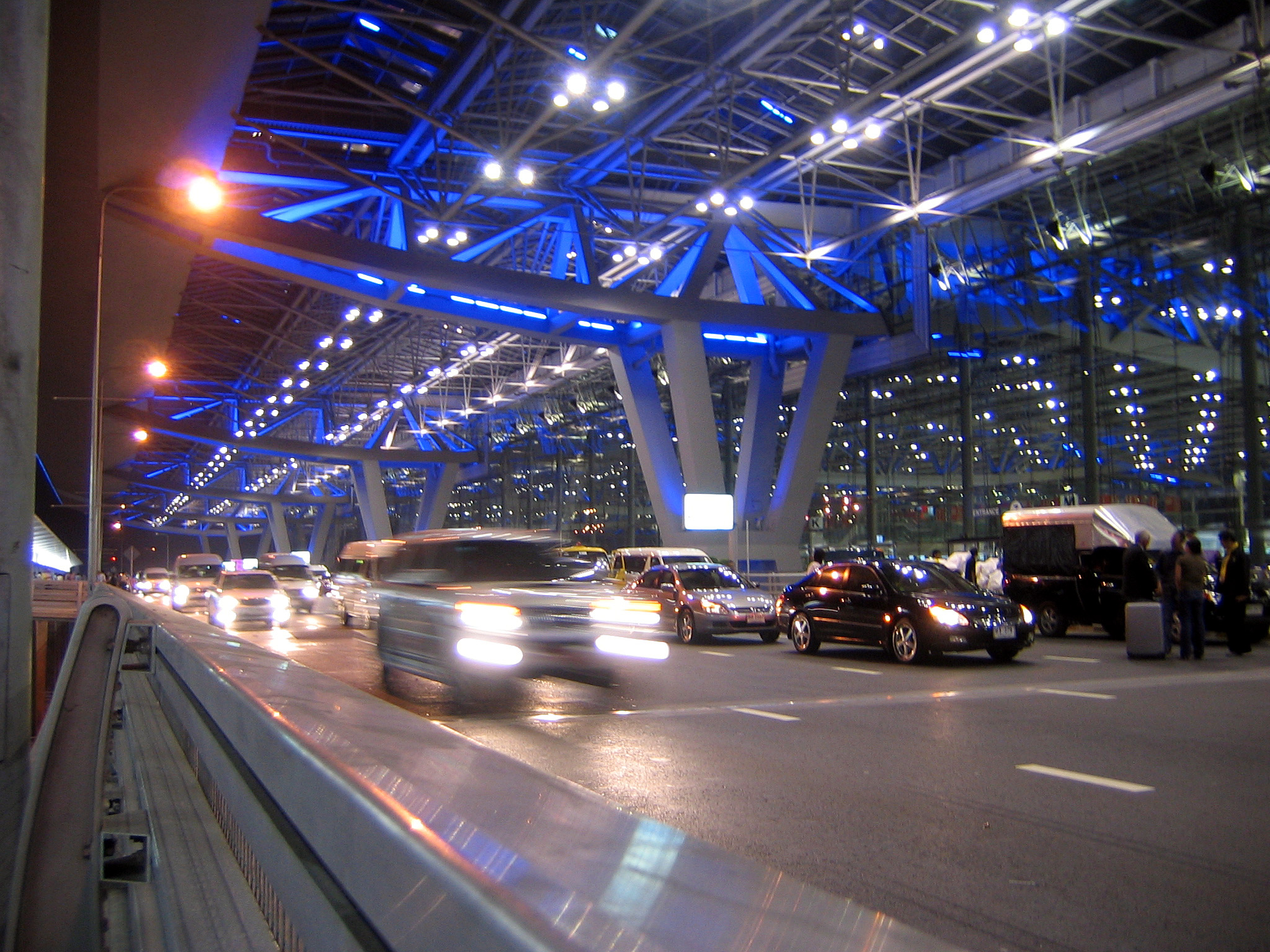
到着階車寄せ

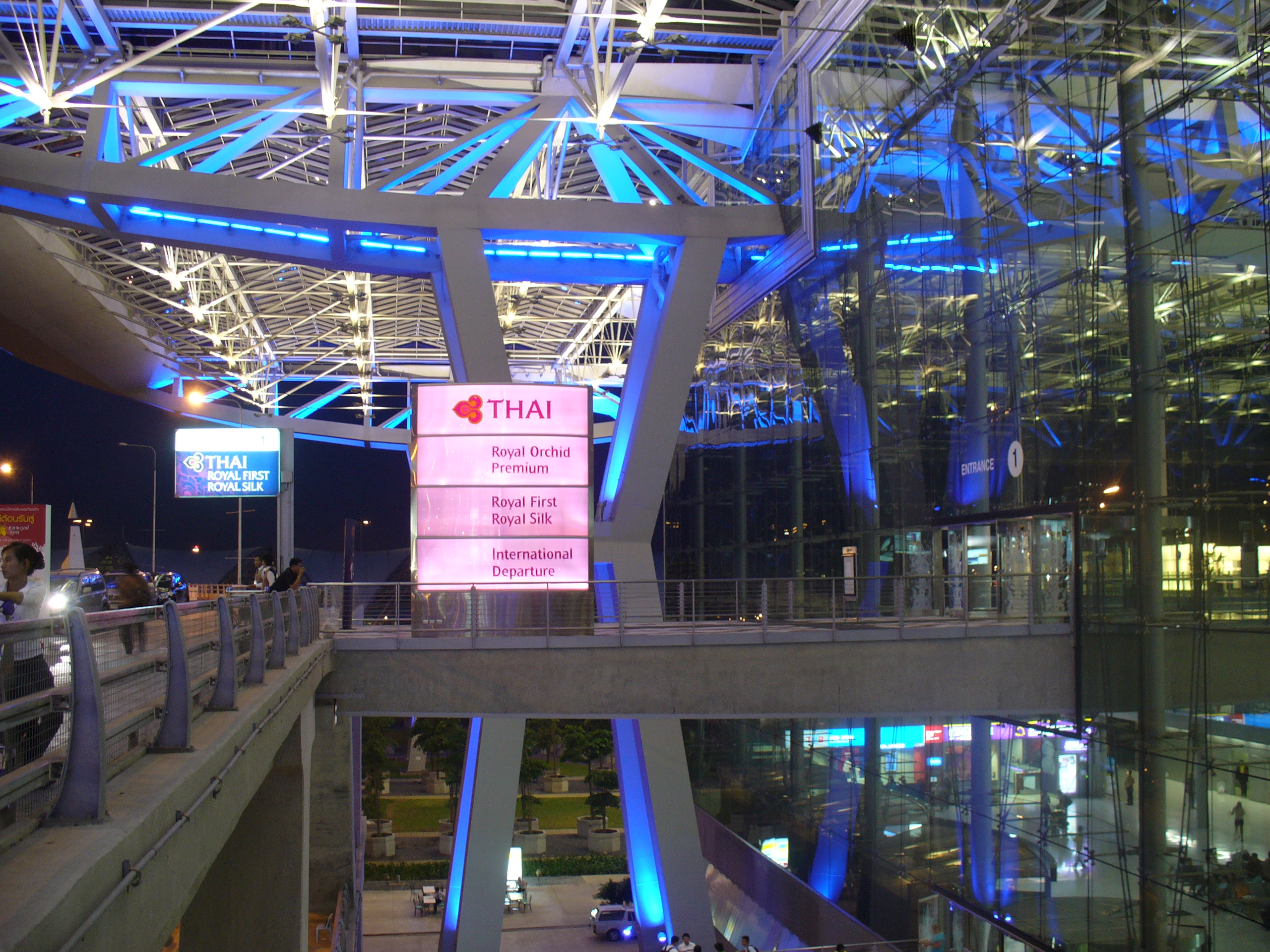
チェックインホール入口

### 鉄道
- エアポート・レール・リンク

空港とバンコク都内を結ぶ空港連絡鉄道。2010年8月23日に正式開業し、6時から24時台のみ運行。

### タクシー
- リムジン・タクシー（定額タクシー）[18][19]

ターミナル2階より乗車。
到着階にある専用申込カウンターで申し込む。英語の他に簡単な日本語が通じる場合もある。専用申込カウンターから車寄せまでポーターが無料で荷物を運んでくれる。
都内まで900 - 1,900B、パッタヤーまで2,600Bの定額料金（都内ゾーンや車種により異なる。高速道路料金込み）。
料金は申し込みカウンターで事前に支払う。クレジットカード払い可能。
車種はメルセデス・ベンツEクラスやボルボS80などの高級車、もしくはティアナやカムリなどの中型セダン、7人乗りのワゴンがある。
タイ空港公社（AOT）が運営している。
- パブリック・タクシー（登録タクシー）[20]

到着の1つ下の階であるターミナル1階より24時間乗車可能。
タクシー乗場には、乗車可能なタクシーが駐車されているレーン番号を発券する端末が複数設置されており、端末から出てきたレシートに書かれたレーンに停車しているタクシーに乗車するシステムになっている。タクシー運転手に行き先（ホテル名など）を英語で告げるか、紙やスマートフォンで行き先と住所、電話番号を示せば、行き先まで連れて行ってもらえる。
バンコク都内まで約250B-350B（メーター料金に50Bの空港乗り入れ追加料金、及びバンコク都内までの高速道路料金が25 - 65B別途必要）。
メーターを使用しないドライバーもいる（法令によって認められている）ので、乗車前にメーター使用を促す「メーター・プリーズ」と言う。メーターを使用する場合、高速道路料金は料金所の手前で運転手に渡す(多く渡した場合には、おつりは返してもらえる)。尚メーターを使用しないドライバーに当たってしまった場合には、事前に料金の交渉が必要となるが、高速料金込みで約400B程度になることがほとんど。
空港から乗車できる登録タクシーは、運転手が英会話やマナー講習を受けた上で、製造後5年以内のエアコン付き新車（トヨタ・カローラや日産・サニーなどの小型セダン）であるなどの条件を満たすことで、空港運営会社からライセンスが与えられたもののみとなっている。なお、登録タクシー以外のメーター・タクシーは空港から客を乗せることが禁止されている。

### バス
一部の路線は、空港内の公共交通センター (Public Transportation Center) より発着する。旅客ターミナルから、無料シャトルバスで所要5分

#### バンコク方面
- Limo Bus : カオサン、シーロム方面[23]
- Elephant Airport Express : チャイナタウン、スクムウィット、サートン方面[24]
- ドンムアン空港シャトルバス[25]

ドンムアン空港発の航空券を所有している者に限り無料
- 公共バス[21]（バンコク近郊方面）
  - S1 : 旅客ターミナル - カオサン通り、サナームルアン（王宮前広場）[26]
  - 554 : 旅客ターミナル - ワット・プラシーマハタート駅、ドンムアン空港経由 - ランシット
  - 555 : 旅客ターミナル - ワット・サミアンナーリー駅、ドンムアン空港経由 - ランシット
  - 558 : 旅客ターミナル - セントラルデパート・ラーマ2世通り店

運賃 : 約24 - 37B、S1のみ60B（区間制のため、利用する距離によって運賃が異なる）。
運行時間 : 4:00 - 23:00
BMTAが運営。路線の運休、経路変更が予告無く頻繁に行われるため注意が必要。スーツケースなどの大きな荷物を持ち込む場合の追加料金はない。
- 乗合ミニバン[21]（ロットゥー）
  - 549 : 公共交通センター - ミンブリー
  - 552 : 公共交通センター - オンヌット
  - 552A : 公共交通センター - サムットプラーカーン・パークナム
  - 554 : 公共交通センター - ドンムアン空港経由 - ランシット
  - 555 : 公共交通センター - ドンムアン空港
  - 559 : 公共交通センター - en:Future Park Rangsit

荷物の少ない空港勤務者向けであり、スーツケースのような大きな荷物を持ち込む場合は、2名分(通常の2倍)の料金を請求されるため注意が必要。
2011年5月までは「エアポート・エクスプレス」という空港連絡バスが運行されていた。

#### タイ国内各地
- Roong Reuang Coach[27]
  - 389 : 旅客ターミナル - パッタヤー（ジョムティエン）[28]
  - 789 : 旅客ターミナル - ホアヒン[29]
- Suvarnabhumi Burapha[30]
  - 392 : チャーン島
- The Transport Co., Ltd.[21]
  - 825 : 公共交通センター  - ウドンターニー、ノーンカーイ
  - 917 : 公共交通センター - レーム・ンゴップ（英語版）
  - 9907 : 公共交通センター - チャンタブリー
  - 9908 : 公共交通センター - トラート
  - 9909 : 公共交通センター - レムチャバン

### その他
- レンタカー[31]
- 高速道路

バンコク・チョンブリー高速道路、バンナー・トラート高速道路

## その他
- 空港施設使用料は国際線700バーツ、国内線100バーツ。航空券発券時に支払うことになる。
- 空港管制塔の高さ（132.2メートル）は、2024年5月時点で世界第3位の高さを誇る[32]。
- 空港周辺を「スワンナプーム県」として独立させようとする動きがあった[33]。

## 事故
- 2013年9月8日23時頃、広州発バンコク行き タイ国際航空 679便（エアバスA330-300型機）が、当空港の着陸に失敗し滑走路から草地に外れた。搭乗していた乗員・乗客302名のうち、14名が負傷した[34]。事故原因は、着陸装置が故障したと見られる。
- 2024年5月21日、ロンドン・ヒースロー空港からシンガポール・チャンギ空港に向かっていたシンガポール航空321便（ボーイング777-300ER、機体番号：9V-SVM）が、飛行中に激しい乱気流に遭遇したため、当空港へ緊急着陸。乗客のイギリス人1人が死亡した[35][36][37]。